# Magic Slim and the Teardrops
Magic Slim And The Teardrops, также Magic Slim And The Teardrops: 3 Thunderin' Tracks — EP блюзмена Мэджика Слима и его группы  Magic Slim and the Teardrops, вышедший в 1981 году. Лауреат 2nd Blues Awards 1981 год в номинации «Песня года» 

## История
Вышедший в 1981 году EP был записан ещё 5 мая 1975 года на студии Ter-Mar Records , принадлежащей Chess Records в Чикаго . Запись осуществлялась для небольшого лейбла звукозаписи Mean Mistreater Records, принадлежащего Стиву Кашингу (который исполнил партию ударных в ходе этой сессии). В 1975 году на Mean Mistreater Records вышел сингл «Wonder Why»/«Teardrop». 
Rooster Blues Records позднее приобрела права на запись той сессии, и в 1981 году, сделав ремикширование записи, выпустила расширенную версию сингла, включив туда ещё песню «If You Need Me».  
Все три песни позднее стали доступны как бонус-треки на CD-переиздании альбома-лауреата Blues Music Awards 1983 года Grand Slam

## Трек-лист
- Сторона 1

«Teardrop» (инструментал), (Мэджик Слим) — 5:00
- Сторона 2

«Wonder Why» (Лиллиан Оффитт, Мел Лондон)  — 3:19
«If You Need Me» (Коулмен Петтис-младший)  — 3:29

## Участники записи
- Мэджик Слим — вокал (B1), гитара
- Алабама Джуниор Петтис — вокал (B2), гитара
- Ник Холт — бас
- Стив Кашинг — ударные

Технический персонал:
- Стив Кашинг —  продюсер
- Малькольм Чизм —  звукооператор
- Эд Коди - ремикширование
- Джим О'Нил - ремикширование